# Леопольд, Джейсон
Джейсон Артур Леопольд (англ. Jason Arthur Leopold; род. 7 октября 1969) — старший репортёр-расследователь издания Bloomberg. Бывший старший репортёр-расследователь издания BuzzFeed News. Ранее работал в Vice News и Truthout.

## Образование
Учился на программе «творческое письмо» Нью-Йоркского университета в США.

## Карьера
Начал журналистскую карьеру в 1992 году в газете The Reporter Dispatch в Уайт-Плейнс, Нью-Йорк, США, где писал некрологи.  С января 1997 по сентябрь 1997 года работал полицейским/судебным репортёром Whittier Daily News. Позже, с 1997 по 1998 год, был репортёром гражданских судебных процессов в City News Service. С декабря 1998 по апрель 2000 года работал репортёром/городским редактором в Los Angeles Times, где он руководил штатом из четырёх репортёров. По словам Леопольда, его уволили из Los Angeles Times «за угрозу оторвать голову репортёру». С апреля 2000 по апрель 2002 года Леопольд являлся главой бюро в Dow Jones Newswires. Там он освещал энергетику и руководил двумя репортёрами. С октября 2002 по сентябрь 2005 года был журналистом-фрилансером. С сентября 2005 по февраль 2008 работал старшим редактором/репортёром в Truthout. В феврале 2008 года основал издание The Public Record и являлся его главным редактором по август 2014 года. С октября 2009 по декабрь 2011 являлся заместителем управляющего редактора/репортёром-расследователем в Truthout. С декабря 2011 по май 2013 год был главным репортёром-расследователем Truthout. С 2013 по август 2014 года работал на Al Jazeera America, Al Jazeera English, The Guardian и Vice News. С августа 2014 по июнь 2015 года Леопольд работал репортёром-расследователем в Vice News. С июня 2015 по январь 2017 года был старшим репортёром-расследователем в Vice News. С января 2017 по июль 2022 года работал старшим репортёром-расследователем BuzzFeed. С июля 2022 года является старшим репортёром-расследователем Bloomberg News.
В 2020 году Натали Эдвардс признала себя виновной в передаче файлов FinCEN (Financial Crimes Enforcement Network) репортёру BuzzFeed News. The Wall Street Journal установила, что этим репортёром был Леопольд.

### Закон о свободе информации
С 2012 по 2021 год Леопольд подал 69 исков против правительства США с требованием предоставить публичные записи. В 2020 году организация «Информационная служба доступа к транзакционным записям» назвала его «самым активным индивидуальным участником судебных процессов по Закону о свободе информации в США». С 2001 по 2016 он подал исков, связанных с Законом о свободе информации, больше, чем любой другой журналист или новостная организация, кроме газеты The New York Times.

## Награды
В 2015 году интервью The Architect, продюсером которого был Леопольд, было номинировано на премию «Эмми». В 2016 году Леопольд и Кай Хендерсон получили премию FOI от организации «Журналисты-расследователи и редакторы» за серию статей о слежке со стороны Центрального разведывательного управления. Леопольд дважды был финалистом Пулитцеровской премии за международный репортаж, в том числе в 2018 году в составе группы журналистов. В 2016 году Институт Freedom Forum и Музей журналистики и новостей включили его в Национальный зал славы свободы информации. Он был в команде журналистов, получившей в 2017 году премию Тома Реннера от «Журналистов-расследователей и редакторов» за From Russia With Blood, материал о многолетней кампании России в Великобритании.